# Косовска верификациона мисија
Косовска верификациона мисија (КВМ) је била орган Организације за европску безбедност и сарадњу (ОЕБС) састављен од велике групе ненаоружаних мировних посматрача формиране 1998. године. Повод за формирање ове мисије су сукоби који су се током 1998. године одвијали на Косову и Метохији између полиције Републике Србије и Војске Југославије са једне и припадника ОВК са друге стране. КВМ је настала након потписивања споразума Холбрук—Милошевић у октобру 1998. године.

## Формирање и циљеви
На 193. пленарном заседању сталног савета 25. октобра 1998. године је одлуком Сталног савета ОЕБС-а основана КВМ са циљем да се увери у акције сукобљених страна на територији Косова и Метохије (у документима ОЕБС-а се ова територија назива Косовом) у Србији и њихово поштовање одредби резолуције Савета безбедности УН број 1199. О уоченим активностима, КВМ је требало да извештава Савет безбедности УН и власти у СРЈ. Поред овог општег циља постојали су и други циљеви и појединачни задаци усмерени ка очувању мира и безбедности. Тачан списак задатака је прецизиран посебним уговором о Косовској верификационој мисији који су потписали министар иностраних послова СРЈ и председавајући ОЕБС-а.

## Вилијам Вокер
Председавајући ОЕБС-а, Бронислав Геремек је 17. октобра именовао Вилијама Вокера из САД за шефа Косовске верификационе мисије ОЕБС. Непосредно пре овог именовања Вилијам Вокер је обављао дужност Специјалног изасланика Генералног секретара УН на месту шефа Прелазне администрације УН (UNTAES) у источној Славонији у Хрватској..